# Avenida Papa Francisco
La Avenida Papa Francisco es una avenida de San Miguel de Tucumán, Tucumán, Argentina. Esta se extiende desde la avenida Benjamín Aráoz hasta la avenida de Circunvalación, conectando el acceso sur de la capital. En 2021 la avenida fue repavimentada, en conjunto a obras de mejoras del acceso.

## Historia
Originalmente la traza de la actual avenida era ocupada por la pista de aterrizaje del ex Aeropuerto de Tucumán. Esta fue pavimentada en 1960 junto a la construcción de la terminal de pasajeros en 1962. En 1981 las operaciones comerciales de la estación aérea se trasladaron al actual Aeropuerto Benjamín Matienzo de Cevil Pozo. Sobre esta pista se perpetró un atentado el 28 de agosto de 1975 en un Lockheed C-130 Hércules que transportaba efectivos de la Gendarmería Nacional Argentina. El atentado fue realizado por un comando de la organización Montoneros mediante un artefacto explosivo a control remoto, con un saldo de seis muertos y 60 heridos.
Tras el cierre del ex aeropuerto, la pista de aterrizaje se extendió y ensanchó hasta el acceso sur de la capital. En 1994 recibió el nombre de avenida Wenceslao Posse, en honor al gobernador e industrial tucumano. En 2013 fue renombrada como avenida Papa Francisco, con motivo de la elección del argentino como sumo pontífice. Desde finales de la década del 90, a la vera de la avenida se crearon lavaderos informales, que suman en total 116 lavaderos de autos, colectivos y camiones.